# Harry Church Oberholser
Harry Church Oberholser (25 de junho de 1870 - 25 de dezembro de 1963) foi um ornitólogo norte-americano.

## Biografia
Harry Oberholser nasceu a 25 de junho de 1870 em Brooklyn, Nova York. No final da década de 1880 frequentou a Columbia University, mas não completou o curso. Depois frequentou a Universidade George Washington, onde recebeu o bacharelato e o mestrado em 1914. Nesse mesmo ano casou-se com Mary Forrest Smith a 30 de junho. Em 1916 concluiu o seu doutoramento. Entre 1895 e 1914, trabalhou para o então United States Bureau of Biological Survey (o atual United States Fish and Wildlife Service). Inicialmente trabalhou como ornitólogo, depois como biólogo e finalmente como editor. Em 1941 mudou-se para Cleveland, Ohio, onde trabalhou como curador de ornitologia no Cleveland Museum of Natural History. Desde 1904 que deu aulas de zoologia e ornitologia em várias universidades.
Morreu a 25 de dezembro de 1963.

## Homenagens
A ave Empidonax oberholseri foi nomeada em sua honra. Também um microfilme de um seu manuscrito está preservado no Barker Texas History Center.

## Livros
- The Bird Life of Texas (1974) ISBN 0-292-70711-8
- Birds of Mt. Kilimanjaro (1905)
- Birds of the Anamba Islands (1917)
- The Bird Life of Louisiana (1938)
- When Passenger Pigeons Flew in the Killbuck Valley (1999) ISBN 1-888683-96-1
- Critical notes on the subspecies of the spotted owl
- The birds of the Tambelan Islands, South China Sea
- The great plains waterfowl breeding grounds and their protection (1918)